# プロテインスキマー

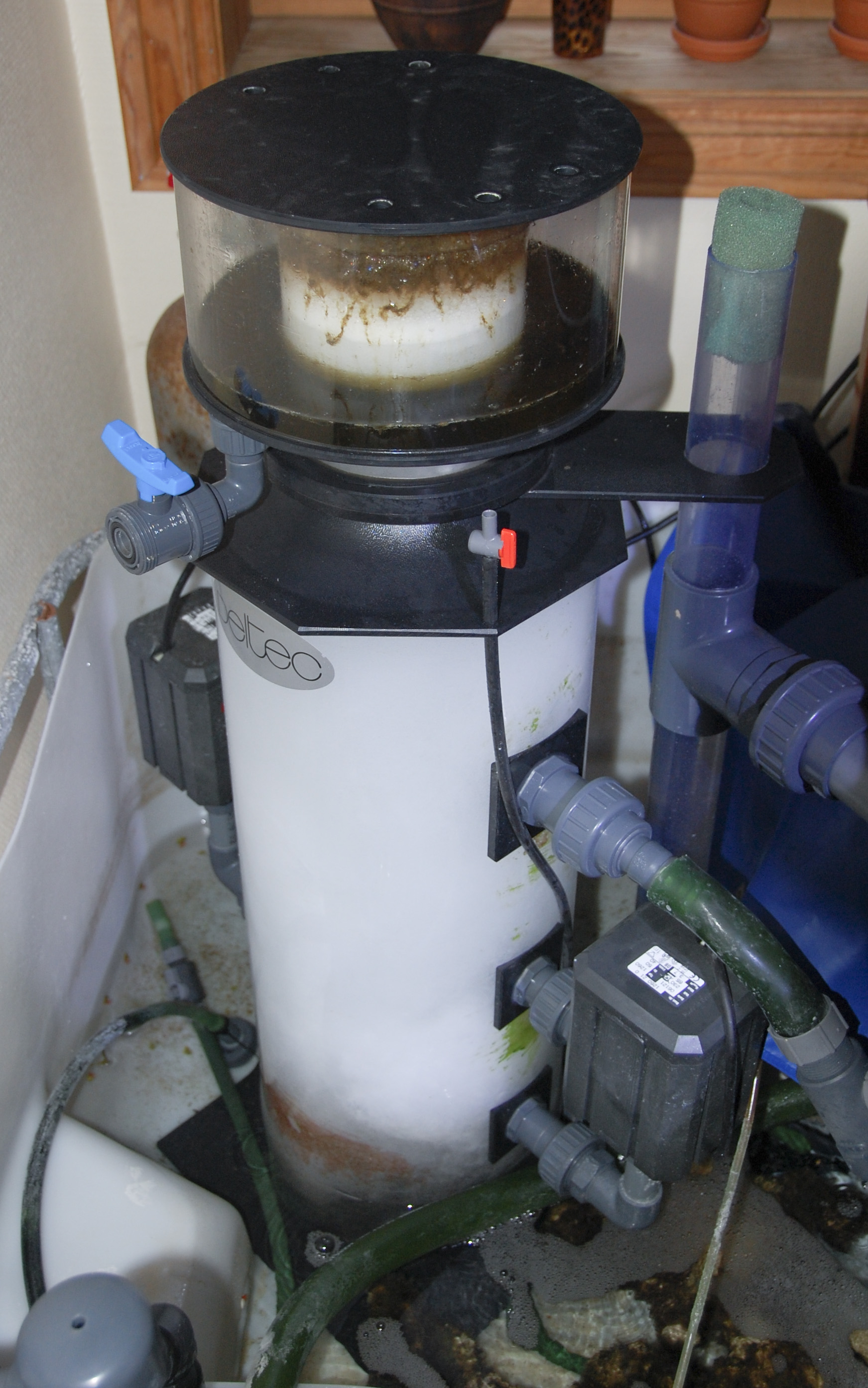
プロテインスキマー・上に見える茶色の汚れが濾しとられた廃液泡

プロテインスキマー（英語: Protein skimmer, 日本語: 泡沫分離装置）とは、海水魚飼育、特にベルリン式飼育に使用される浄化装置である。スキマーとも呼ばれる。
基本的な原理は水中に微小な泡を発生させ、その界面に大小様々の有機物や細菌などを吸着させ除去するものである。よって一種の物理濾過装置といえる。
発泡方式には様々なものがある。プロテインスキマーに最適な泡が作りやすいウッドストーンと呼ばれる木片（木材には極めて小さい連続孔があり、圧力をかけることで微小な泡が容易に得られる）やポンプのインペラーの発生する陰圧によるもの、インジェクターと呼ばれる構造物に極めて強い水流を衝突させたときの陰圧によるものなどがある。各方式により発泡能力や泡の粒子径が異なるため、浄化能力にも差があると考えられる。一部のマニアでは自作も行われている。
設置方法は発泡方式により多様であるが、水槽・サンプ水槽の外部に設置する密閉式と、水槽・サンプ槽内に直接投げ込む内部式がある。一般に小型水槽用には内部式が用いられることが多い。また除去した有機物を乾燥させてカップに溜める乾燥式と乾燥させずに溜める湿式の二つにも分かれる。
この物理濾過装置最大の特徴はタンパク質などの有機物を腐敗する前に除去可能なことである。タンパク質が腐敗して生じるアンモニアの除去は、従来好気性細菌による硝化や嫌気性細菌による脱窒、海草・海藻の吸収、或いは大量換水という方法に頼るしかなかったが、本装置により水質への負荷が軽減される。
発生する泡は径が細かいほど総表面積が大きくなるものの、余りに微小な泡は浮力が低下して水中に滞在する時間が長くなり、スキマー内の水面へ到達せずにそのまま装置外へ漏れやすくなる。これはメイン水槽の美観を損ねるばかりか一部の生物には有害となる。逆に、泡が大きいと全体の泡の総表面積が小さくなり除去能力が激減する。つまり、この装置の効果は泡の総表面積と滞水時間、及び単位時間当たりに泡と接する総循環水量に比例する。前記の条件を満たすプロテインスキマーに最適な泡の大きさは直径0.3 - 0.5 mmとされ、ウッドストーンは素材のもつ特性から比較的実現しやすいのに対してインペラー、インジェクターなど機械式の物はどうしても泡が大きくなってしまう。高性能なプロテインスキマーは泡の質が良いか、または泡自体の量を増やして浄化能力を高くする。泡質が悪くても装置を大型化することで泡自体を増やして総表面積を増やす（特に背を高くして）。その他、浄化された飼育水が装置外へ排出される過程に様々な流路を設けて泡を消失させることに配慮されている。
この装置の副次的効能として、極めて高い瀑気能力が挙げられる。高密度で飼育する水槽においては溶存酸素が欠乏しやすく、生物学的な濾過に支障が出るばかりか生体そのものが酸欠になる危険があるが、本装置によって軽減されるだろう。これは水槽水の酸化還元電位を高く保つことにも貢献する。オゾン発生装置を併用することもある。オゾン量を適切に保つことが出来れば当然効果が高い。
サンゴ水槽に水酸化カルシウム飽和水溶液(石灰水)を滴下する手法があるが、これはpHを高く保つとともに、カルシウムイオンの濃度を高める上で効果的である。このとき造礁サンゴの成育に有害なリン酸イオンを不溶性のリン酸カルシウムとして沈殿させる効果もあるが、プロテインスキマーはこの沈殿物も除去できる。
欠点として、発泡方式にもよるが大型なものは巨大（高さ1 m以上）であり設置場所に困ることも多いこと、消費電力や騒音の問題が挙げられる。例えば120 cmを超える大型水槽向けのスキマーではその発泡用ポンプだけでも100 W以上の電力を消費する。また一定のメンテナンスも必要で、これを怠ると十分な効果が期待できない。
なお、本装置を淡水水槽に設置しても効果は極端に少ない。電解質の比較的少ない水溶液では粘性が低く、生じた泡が即座に消失してしまうためである。